# Thamos, král egyptský
Thamos, král egyptský (německy Thamos, König in Ägypten) je hra Tobiase Philippa, svobodného pána von Gebler, k níž mladý Wolfgang Amadeus Mozart napsal scénickou hudbu. Hra se v tištěné podobě objevila v roce 1773 v Drážďanech a premiérována byla pravděpodobně rok poté 4. dubna 1774 bez většího úspěchu v Divadle u Korutanské brány ve Vídni. Další prameny hovoří jako dni premiéry bez uvedení místa o 11. prosinci 1773.

## Vznik díla
Dílo, o jehož okolnostech vzniku není mnoho známo, je zjevně ovlivněn tehdejším duchem času, navazuje na vzmáhající se tehdejší trend egyptské módy, stejně jako na osvícenství a svobodné zednářství. Geblera při tvorbě jeho dramatu silně ovlivnil hrdinský román Séthos (1731) od abbého Jeana Terrassona, nejedná se však o scénickou adaptaci téhož. Thamos, König in Ägypten tvoří zakončení série dvanácti divadelních her, jež Gebler publikoval v letech 1772 a 1773. Řazení, počínaje veselohrami, se postupně stále více zaměřovalo na témata hrdinských dramat, vzhledem k tomu, že autor svého krále egyptského do jisté míry považoval za své vrcholné dílo.

## Struktura díla
U tohoto hrdinského dramatu se jedná o 5-aktové dílo, které autor koncipoval jako dialekticko-poučnou hru. Děj hry se odehrává kolem roku 3000 př. Kr. a trvá v rámci dne od rána do večera a místo děje v Heliopoli, Slunečním městě.

### Role
- Thamos, král Egyptský
- Sethos, velekněz slunečního chrámu
- Pheron, kníže královského rodu
- Mirza, představená slunečních panen
- Sais a Myris, vznešené Egypťanky v péči slunečních panen
- Phanes, vojevůdce
- Hammon, sluneční kněz

- sbor kněží
- sbor slunečních panen

A také vládcové říše, válečníci, další Egypťané

### Scéna
Královský hrad je spojen dvěma budovami se slunečním chrámem, který se nachází uprostřed scény. Na druhé straně je znázorněn dům slunečních panen, na pozadí leží obydlí kněží. První, třetí, čtvrté a páté jednání se odehrávají na popsané scéně, zatímco druhé se odhekává na galerii domu slunečních panen.

## Děj
Egyptský král, Menes, je svržen Ramessovými rebely. Zatímco jeho národ, jenž jej považuje za mrtvého, pro něho truchlí, jen jeho důvěrníci Hammon a vojevůdce Phanes vědí, že Menes žije a pobývá jako nejvyšší kněz pod jménem Sethos ve Slunečním chrámu města Heliopolis. Sethova dcera Tharsis, která otci bezmezně věří, je mezitím Ramessem předána jako Sais do výchovy představené slunečních panen, Mirze. Poté, co Ramesses zemře, přebírá žezlo jeho syn Thamos. Thamos a Sais se do sebe zamilují, avšak Mirza usiluje o to, aby se Sais dostala do rukou rebela Pherona, závistivého dvořana, který rovněž miluje Sais a oba je vede, aby s její pomocí sama získala trůn, což se jí také podaří. Teprve slova moudrého Setha způsobí, že Thamos a Sais Pheronovi a Mirze zabrání v nástupu na trůn. Nakonec se Pheron v zoufalství chopí zbraně, aby se ještě pokusil dosáhnout svého zmařeného cíle, ale mezi ně se postaví Sethos a nechá se konečně poznat jako jediný zákonný panovník Menes. Milenci Thamos a Sais překonali nebezpečí a jsou pro svou statečnost Menesem uvedeni na trůn. Mirza si poté zvolí sebevraždu dýkou. Pheron se naproti tomu oddá zlořečení bohů, za což je na něho seslán blesk a on umírá.